# مجلس دولي للاعتماد
المجلس الدولي للاعتماد هو مؤسسة تصدر شهادات اعتماد للعاملين في العلاقات العامة. منذ عام 2012، يوجد أكثر من 5000 من المتخصصين في العلاقات العامة يحملون شهادة «معتمد في العلاقات العامة» (APR) وقد بدأ هذا البرنامج في 1964.

## المؤهلات
صممت عملية الاعتماد للمحترفين ممن لديهم خبرة في هذا المجال تبلغ 5 سنوات أو أكثر. وللحصول على شهادة الاعتماد في العلاقات العامة، يجب على المتقدمين أولًا تقديم طلب مكتوب والإجابة عن سلسلة من الأسئلة حول الخبرة المهنية والشركة أو المنظمة التي يعملون بها واستعدادهم لإكمال البرنامج. عند الموافقة على الطلب المكتوب، يرتب المتقدم موعدًا لإجراء اختبار كفاءة مع لجنة من المتخصصين المتمرسين في العلاقات العامة وعرض مجموعة أعماله. والعنصر الأخير هو النجاح في اجتياز فحص باستخدام الكمبيوتر يختبر معارف المتقدمين ومهاراتهم وقدراتهم فيما يتعلق بممارسة العلاقات العامة.
ومن يحصلون على هذا الاعتماد، فإنه يظل ساريًا معهم طوال حياتهم. ولكن، كل ثلاث سنوات، يجب على حاملي شهادات الاعتماد في العلاقات العامة استكمال طلب تجديد الاعتماد الذي يتضمن تفاصيل أنشطة التطور المهني وكذلك الحفاظ على العضوية الحالية في منظمة المجلس الدولي للاعتماد (UAB).

## وصلات خارجية
- APR web site نسخة محفوظة 19 أكتوبر 2017 على موقع واي باك مشين.